# Jordi Roura i Goicoechea
Jordi Roura i Goicoechea (Barcelona, 1928 - Navata, Alt Empordà, 3 de gener de 2011) va ser un mestre i escultor català, membre fundador de l'Escola de Disseny ELISAVA. Casat amb la pintora Remei Martínez-Marí, que va morir l'any 2006 al poble de Navata, on ell va residir gran part de la seva vida. Tant des de la seva vessant pedagògica com amb la seva pròpia obra, molt aviat s'interessà per experimentar aspectes perceptius sobre la forma, tema que desenvolupa a la seva tesi doctoral.
Durant molts anys compartí la seva obra personal amb la docència, creant tallers experimentals de sensibilització perceptiva sobre la forma i el color a alumnes de diversitat d'escoles i facultats: Monestir de Montserrat, Escola de Disseny Elisava, Escola de fotografia Richter, Escola Superior d'Arquitectura i Facultat de Belles Arts de la Universitat de Barcelona.
També va participar en nombrosos cursets, congressos, seminaris i màsters, i va col·laborar en exposicions i salons d'art, però no va ser fins a l'any 2008 que va realitzar la seva primera exposició amb la seva obra personal, anomenada "Obres de taller". Es va dur a terme al Temple Romà de Vic i se'n va editar un catàleg. L'any 2012 l'escriptora Esther Zarraluki publicà Peces que duermen, llibre que estableix un diàleg amb les obres i la figura de Roura.

## Galeria

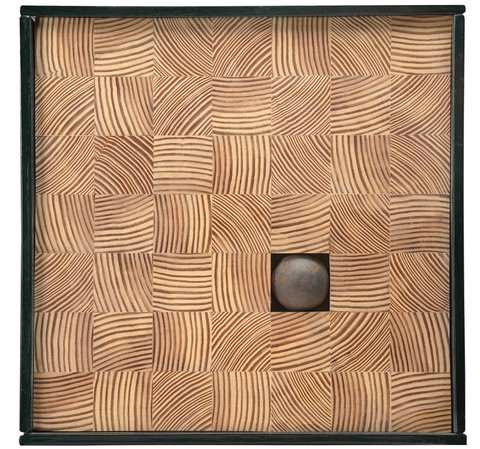
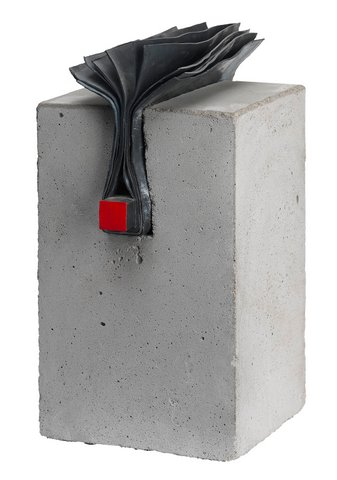
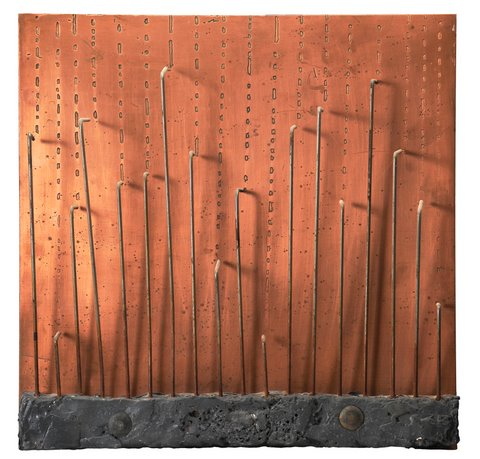